# The Killer Angels
The Killer Angels é uma novela histórica de Michael Shaara que recebeu o Prémio Pulitzer de Ficção em 1975. O livro conta a história dos quatro dias da Batalha de Gettysburg durante a Guerra Civil Americana. A história é orientada por personagens e contada a partir da perspectiva de vários protagonistas. Em 1993 foi adaptada para o cinema, com o nome de Gettysburg.

## Sinopse
No final de Junho de 1863, o General Robert E. Lee conduz o seu exército para a Pensilvânia. Ao ameaçar Washington, D.C., ele espera atrair o exército da União para uma batalha e infligir uma derrota esmagadora, que poderá conduzir ao fim da guerra. Harrison, um espião, informa o General James Longstreet que o exército da União está a deslocar-se para Frederick (Maryland). Eles informam Lee, que se mostra relutante em confiar num espião, mas não tem alternativa, pela falta de contato com a cavalaria de J. E. B. Stuart, o seu principal elemento de reconhecimento. Ele toma a decisão ir ao encontro do inimigo.
Num importante entroncamento viário de Gettysburg, a infantaria confederada encontra a cavalaria da União do General John Buford. Ele aproveita o terreno alto e o mantém contra um ataque Confederado no início do dia 1 de julho. Tropas do General John Reynolds vêm apoiar Buford. Reynolds é morto e as tropas da União são empurradas para trás, levando os Confederados a celebrar o que lhes parece ser outra vitória de Lee.

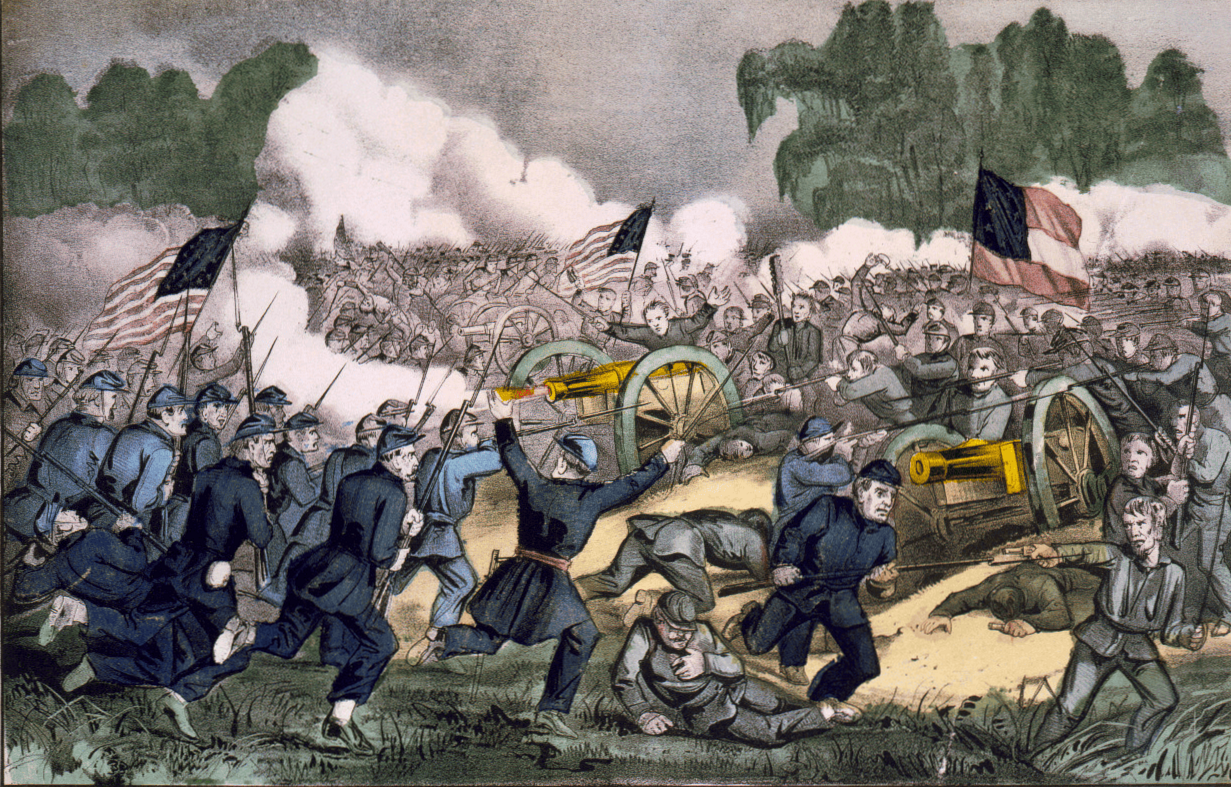
Batalha de Gettysburg

Longstreet está com um mau pressentimento. Em 2 de julho, ele tenta persuadir Lee de que a posição da União é muito forte. Ele tenta convencer Lee a retirar e lutar num terreno mais favorável. Mas Lee ordena um ataque de flanco na posição da União. O coronel Joshua Lawrence Chamberlain de Maine é informado pelos seus superiores de que ocupa o fim da linha da União, que deve ser mantida a qualquer custo. De forma brilhante e dispendiosa, Chamberlain consegue repelir o ataque confederado.
Em 3 de julho, Lee ordena um ataque frontal ao centro da linha da União. Sabendo que o ataque está condenado ao insucesso, Longstreet tenta dissuadi-lo. Mas Lee está confiante e Longstreet entra em desespero. O General George Pickett lidera o ataque, que é repelido com grandes perdas. Um Lee bastante perturbado ordena a retirada. Chamberlain mostra-se mais confiante na vitória da União.

### Descrição
Começando com a famosa seção sobre o espião Harrison ao serviço de Longstreet, reunindo informações sobre os movimentos e posições das tropas federais, cada dia é contado principalmente pelas perspectivas dos comandantes dos dois exércitos, incluindo Robert E. Lee e James Longstreet dos Confederados, e Joshua Lawrence Chamberlain e John Buford da União. A maioria dos capítulos descreve as decisões carregadas de emoção desses oficiais durante a batalha. Os Mapas que descrevem o posicionamento dos exércitos durante a batalha aumentam a sensação de autenticidade à medida que as decisões são tomadas para avançar e recuar com os exércitos. O autor também usa a história de Gettysburg, uma das maiores batalhas na história da América do Norte, para relacionar as causas da secessão e as motivações que levaram velhos amigos a enfrentarem-se no campo de batalha.

## Personagens
- Confederação
  - Robert Edward Lee (Comandante geral, Exército do Norte da Virgínia)
  - James Longstreet (Tenente-General)
  - George Pickett (Major General)
  - Lewis Addison Armistead (Brigadeiro General)
  - John Bell Hood (Major General)
  - Isaac Ridgeway Trimble (Major General)
  - James Lawson Kemper (Brigadeiro Geral)
  - Henry Heth (Major General)
  - Jubal Anderson Early (Major General)
  -  James Ewell Brown Stuart (Major General)
  -  Richard Stoddart Ewell (Tenente-General)
  - Ambrose Powell Hill (Tenente-Geral)
  - Richard Brooke Garnett (Brigadeiro-General)
  - Moxley Sorrel (Tenente-Coronel)
  - Walter H. Taylor (Major)
  - Arthur Fremantle (Tenente-Coronel, British Coldstream Guards)
  - Henry Thomas Harrison (espião confederado)
- União
  - Joshua L. Chamberlain (Coronel)
  - John Buford (Brigadeiro General)
  - Thomas Chamberlain (Tenente)
  - Winfield Scott Hancock (Major General)
  - William Gamble (Coronel)
  - John Fulton Reynolds (Major General)
  - George Meade (Comandante Geral, Exército do Potomac)
  - Ellis Spear (Capitão)
  - Buster Kilrain (Ex-Sargento, o único personagem de ficção)

## Publicação
A publicação de "The Killer Angels" e a divulgação do filme tiveram duas influências significativas sobre as percepções modernas da Guerra Civil. Em primeiro lugar, as ações de Chamberlain e do 20º Regimento de Infantaria de Voluntários do Maine em Little Round Top alcançaram uma enorme consciencialização pública. Os visitantes do local da batalha de Gettysburg classificam o monumento dedicado ao 20º Regimento de Infantaria de Maine, como a sua paragem mais importante. Em segundo lugar, uma vez que Shaara usou as memórias do General James Longstreet como uma fonte privilegiada para a sua história, o livro renovou a revalorização moderna da reputação de Longstreet, danificada desde a década de 1870 pelos escritores da causa perdida da Confederação, como Jubal A. Early.

## Prémios
The Killer Angels recebeu o Prémio Pulitzer de Ficção de 1975.

## Ligações Externas
- «Sítio oficial»